# Spring fever
Spring fever is een single van Orleans. Het was de derde single afkomstig van hun album Waking and dreaming. Nadat de twee voorgangers de Billboard Hot 100 hadden weten te bereiken, werd dit nummer geen hit. Michael Brecker treedt in dit nummer op als gastmuzikant. Spring fever was de laatste single van Orleans, die verscheen via Asylum Records.